# Centre culturel international de Cerisy-la-Salle
Il castello di Cerisy-la-Salle, situato nel dipartimento della Manica, nella regione francese della Bassa Normandia ospita il Centre culturel international de Cerisy-la-Salle (CCIC), un ritrovo prestigioso per seminari di intellettuali e studiosi fondato nel 1952 da Anne Heurgon-Desjardins.
In particolare sono noti i "Colloques de Cerisy", seminari che si tengono periodicamente, con gli atti pubblicati da diversi editori. Fino al 1977 l'organizzazione era della fondatrice. Dal 1977 al 2006, l'organizzazione dei colloqui era di Édith Heurgon et Catherine Peyrou, quindi della prima con l'aiuto Jacques Peyrou e dei suoi figli, sotto la direzione editoriale di Jean Ricardou e con una squadra organizzativa diretta da Philippe Kister.
Il comitato dei sostenitori comprende: Gilbert Amy, Michel Arrivé, Henri Atlan, Georges Balandier, Yves Bonnefoy, Pierre Bouet, Hélène Cixous, Anne Clancier, Barbara Cassin, Régis Debray, Philippe Descola, Jean-Pierre Dupuy, Umberto Eco, Annie Ernaux, Paolo Fabbri, Jean Pierre Faye, Jean-Baptiste de Foucauld, Armand Frémont, Lorand Gaspar, Gérard Genette, Sylvie Germain, Anthony Giddens, René Girard, Maurice Godelier, Bruno Latour, Jacques Lesourne, Albert Memmi, Edgar Morin, Claire Paulhan, Jean Petitot, Jean Ricardou, Bernard Roy, Michel Serres, Isabelle Stengers, Salah Stétié, Charles Taylor, Tzvetan Todorov, Alain Touraine, Michel Tournier, Claude Vigée, Jacques Vistel, Michel Wieviorka.

## Elenco colloqui

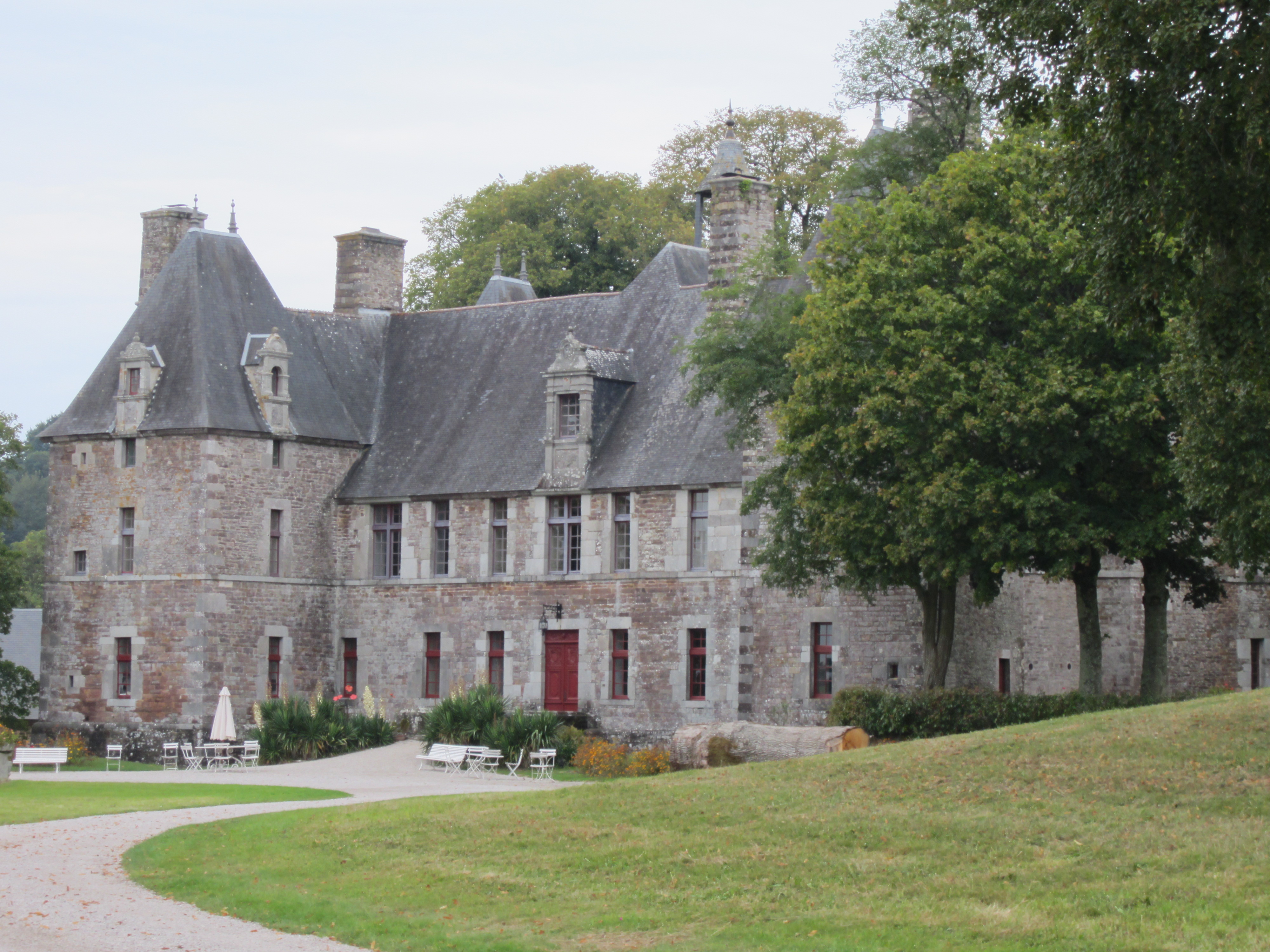
Il castello di Cerisy-la-Salle, sede dei colloqui

Dalla sua creazione, tra i molti colloqui tenuti sono stati tra i più noti:
- Le sacré et le profane (1959)
- Genèse et structure (1959)
- Ungaretti et la poésie italienne (1960)
- L'art et la psychanalyse (1962)
- Les chemins actuels de la critique (1966)
- L'enseignement de la littérature (1969)
- Gaston Bachelard (1970)
- Nouveau Roman: hier, aujourd'hui (1971)
- Nietzsche aujourd'hui (1972)
- Vers une révolution culturelle: Artaud, Bataille (1972)
- Jacques Rivière, directeur de la NRF (1919-1925) (1974)
- Virginia Woolf et le groupe de Bloomsbury (1974)
- Boris Pasternak (1975)
- Prétexte: Roland Barthes (1977)
- Balzac: l'invention du roman (1980)
- L'auto-organisation, de la physique au politique (1981)
- Méliès et la naissance du spectacle cinématographique (1981)
- Spinoza, la science et la religion (1982)
- René Girard (1983)
- Les théories de la complexité (1984)
- Bateson et le groupe de Palo Alto (1984)
- Paul Celan (1984)
- Qu'est-ce que la sophistique? (1984)
- Emmanuel Lévinas (1986)
- Approches de la cognition (1987)
- Lectures d'Erving Goffman en France (1987)
- Écrire le livre: autour d'Edmond Jabès (1987)
- La littérature fantastique (1989)
- Les mathématiques et l'art (1991)
- La modernité en question: Habermas et Rorty (1993)
- Herméneutique: textes, sciences (1994)
- Umberto Eco: au nom du sens (1996)
- Pessoa (1997)
- Présence de Philippe Soupault (1997)
- Linguistique et psychanalyse (1998)
- À la découverte d'Italo Calvino (1999)
- La différence culturelle (1999)
- Les calendriers (2000)
- Foucault, l'art et la littérature (2001)
- Témoignage et écriture de l'histoire (2001)
- Lire, écrire la honte (2003)
- Les sens du mouvement (2003)
- Albert Cohen dans son siècle (2003)
- Littérature de jeunesse, incertaines frontières (2004)
- La nuit en question(s) (2004)
- Paris-Berlin-Moscou (2004)
- Intelligence de la complexité (2005)
- Tocqueville entre l'Europe et les Etats-Unis (2005)
- De l'émigration à l'immigration en Europe (2005)
- Mémoires et antimémoires littéraires au XXe siècle - La Première Guerre Mondiale (2005)
- L'acteur de cinéma: approches pluridisciplinaires (2005)
- Octave Mirbeau: passions et anathèmes (2005)
- L'anthropologie historique de la raison scientifique (2006)
- Science-fiction et imaginaires contemporains (2006)
- Maurice Blanchot (2007)
- Littérature et photographie (2007)
- La fiction policière aujourd'hui (2007)
- L'activité marchande sans le marché? (2008)
- Individualisme contemporain et individualités (2008)
- Gérard de Nerval et l'esthétique de la modernité (2008)
- La sérendipité (2009)
- Pierre Michon, écrivain (2009)
- Ce que nous savons des animaux (2010)
- Kafka après son "siècle" (2010)
- Pontigny, Cerisy: un siècle de rencontres au service de la pensée (2010)
- L'Empathie (2011)
- Retour sur la société du risque (2011)
- Agricultures et alimentations dans un monde globalisé (2011)
- Swann, le centenaire (2012)
- Le moment du vivant (2012)
- Søren Kierkegaard: l'œuvre de l'accomplissement (2013)
- Camus, l'artiste (2013)
- Marguerite Duras. Passages, croisements, rencontres (2014)[2]